# Балтійський завод

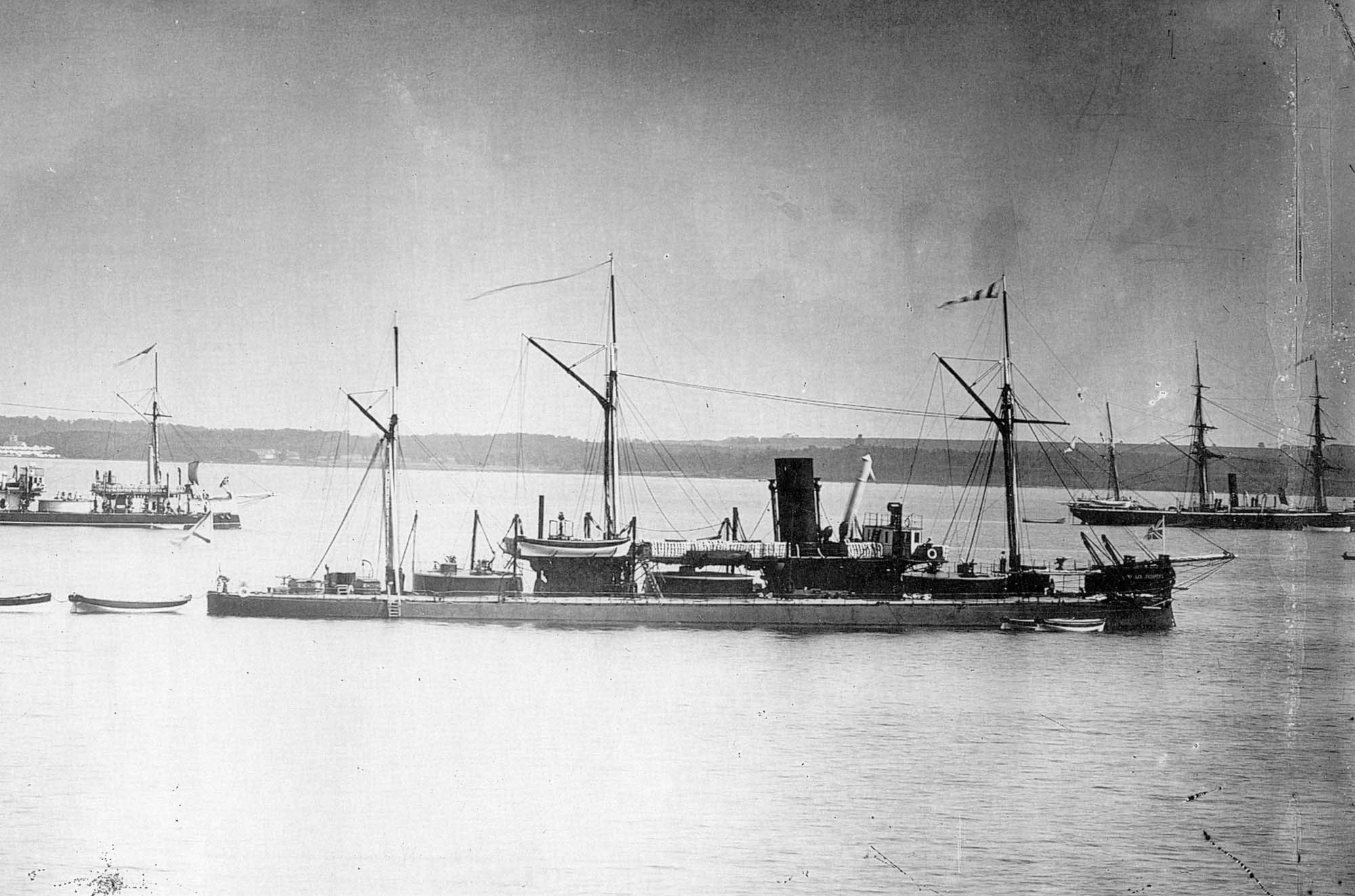
Монітор (броненосний фрегат) «Адмірал Лазарєв» на Неві

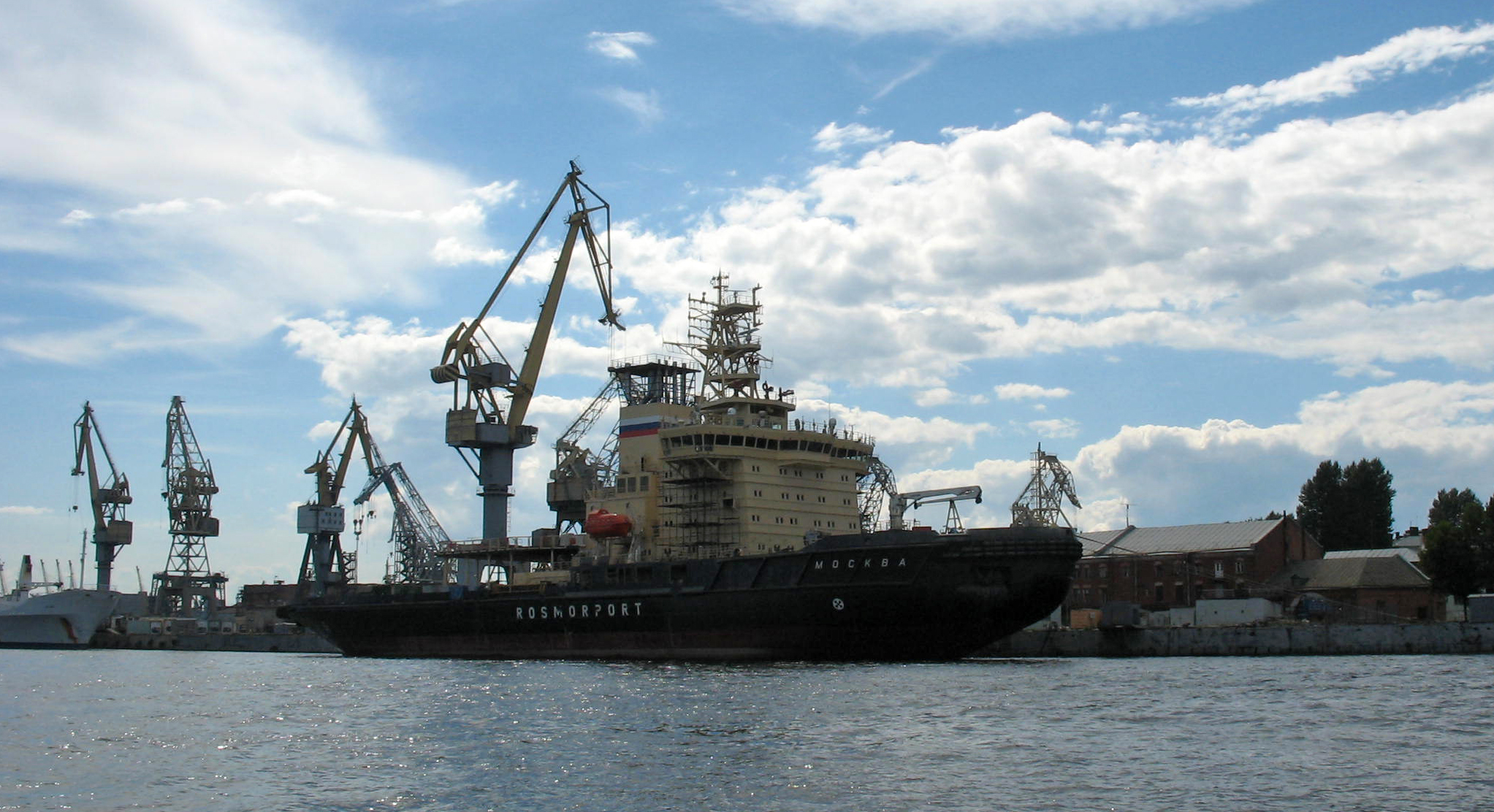
Завершальна фаза будівництва криголама «Москва». 2008 рік

Балті́йський заво́д (рос. Балтийский завод) — російський (радянський) суднобудівельний завод, що був заснований 1 травня 1856 року петербурзьким купцем Матвієм Карром і інженером-механіком імператорської яхти «Невка» британцем Марком Макферсоном, як корабельний, ливарний, механічний та суднобудівний завод на південно-західному узбережжі Васильєвського острова. За станом на 2021 рік Балтійський завод спеціалізується на будівництві військових кораблів, великотоннажних цивільних суден для перевезення різних вантажів і криголамів (з ядерними енергетичними установками і дизельних). Компанія здійснює будівництво вантажопасажирських суден типу Ro Ro і Ro Pax, хімічних танкерів, балкерів тощо. Серед відомих зразків продукції великотоннажні танкери для перевезення зрідженого газу, багатофункціональні криголамні судна-постачальники, атомні і дизельні плавучі енергетичні блоки, судна технічного забезпечення робіт на шельфі, плавучі опріснювальні комплекси.
Підприємство також випускає широкий спектр виробів суднової енергетики і машинобудування, як для оснащення кораблів і суден власної будівлі, так і для поставок іншим суднобудівним підприємствам. Завод виготовляє теплообмінне обладнання для атомних електростанцій, є постачальником кольорового і сталевого литва.

## Деякі кораблі та судна, що випущені заводом
- броненосний фрегат «Адмірал Лазарев»
- броненосці типу «Пересвет»
- броненосці типу «Бородіно»
- броненосці типу «Андрій Первозванний»
- підводні човни типу «Декабрист»
- лінійні крейсери типу «Ізмаїл»
- лінійні кораблі типу «Севастополь»
- лінійні кораблі типу «Радянський Союз»
- крейсери проєкту 68-біс
- атомні криголами типу «Арктика»
- Важкі атомні ракетні крейсери проєкту 1144 «Орлан»
- Великий атомний розвідувальний корабель ССВ-33 «Урал»